# Аксу (Біржан-сала район)
Аксу́ (каз. Ақсу) — село у складі району Біржан-сала Акмолинської області Казахстану. Адміністративний центр та єдиний населений пункт Аксуської сільської адміністрації.
Населення — 139 осіб (2021; 270 у 2009, 471 у 1999, 826 у 1989).
Національний склад станом на 1989 рік:
- казахи — 74 %.

До 2004 року село називалося Совєтське.